# Campigneulles-les-Petites
Campigneulles-les-Petites è un comune francese di 536 abitanti situato nel dipartimento del Passo di Calais, nella regione dell'Alta Francia.

## Storia

### Simboli
Il campo gigliato deriva dallo stemma dell'abbazia benedettina di San Salvio di Montreuil-sur-Mer da cui dipendeva la parrocchia. La spronella è ripresa dal blasone dell'antico casato dei de Boufflers che possedeva sia Campigneulles-les-Grandes che Campigneulles-les-Petites.

## Società

### Evoluzione demografica
Abitanti censiti